# Arcobacter
Arcobacter es un género de bacterias descrito por primera vez en 1991 por Vandamme y colaboradores dentro de la familia Campylobacteraceae. Actualmente el género se compone por 33 especies validadas, de las cuales 18 han sido descritas a partir de 2015. Los aislamientos de dichas especies se ha realizado de numerosas fuentes: ambientales (aguas de río, aguas fecales, aguas de ambientes salinos, raíces de Spartina alterniflora), agroalimentarios (ganado porcino y bovino, aves de corral, marisco y moluscos, verduras y hortalizas) y clínicos (heces de pacientes). Debido a la heterogeneidad de los nichos de las arcobacterias todos los años se descubren nuevas especies.
Las especies del género Arcobacter son bacilos pequeños de entre 0,2 y 0,9 micrómetros de ancho y 1,0 y 3,0 micrómetros de largo. Tienen forma de "S" o helicoidal, son Gram negativos y no espodulados. Gracias a que poseen flagelo son capaces de moverse, realizando un movimiento en forma de sacacorchos.
En cuanto ala bioquímica que presentan, son bacterias oxidasa y catalasa positivas, negativos a las pruebas de rojo indol y Voges-Proskauer, no hemolíticos, capaces de reducir nitratos pero incapaces de fermentar y/u oxidar carbohidratos.
Algunas de las especies pertenecientes a este género se han asociado con generar patologías tanto en humanos como en animales. Esas especies son Arcobacter cryaerophilus, A. skirrowii, A. thereius y A. butzleri. Esta última es la especie más prevalente del género y desde 2002 está catalogada como patógeno emergente por la Comisión Internacional de Especificaciones Microbiológicas en Alimentos (ICMSF por sus siglas en inglés).
Durante la última década se está trabajando en todo el mundo con distintas especies de este género con la intención de conocer más sobre ellas y sobre los mecanismos de virulencia, resistencia a antibióticos, formación de biopelícula y patogenia; haciendo uso de técnicas tradicionales y novedosas como el NGS.